# Звезда OB

Звёзды классов О и B являются самыми горячими в классификации звёзд и входят в главную последовательность

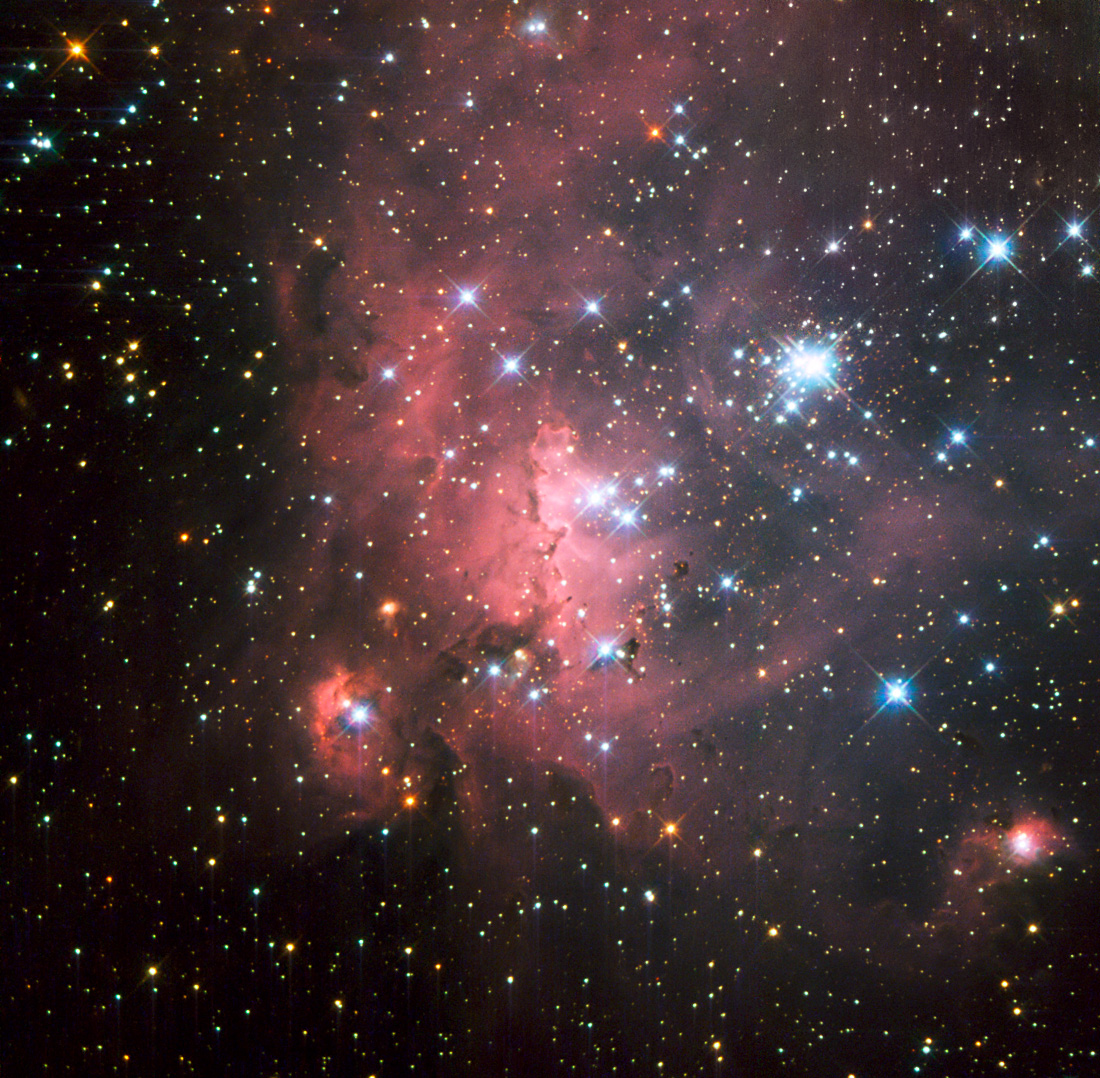
LH 72, одна из OB-ассоциаций, находится в Большом Магеллановом Облаке

Звёзды типа OB — это горячие и массивные голубые звёзды, относящиеся к спектральным классам O или B по диаграмме Герцшпрунга—Рассела и образующие слабо организованные группы — OB-ассоциации.
Звёзды такого типа живут недолго и не отлетают слишком далеко от места, где они образовались. В течение своей жизни, они испускают огромное количество ультрафиолетового излучения, отчего межзвёздный газ в окружающих звёзды туманностях ионизируется и образуется область H II.